# Felix Frankfurter
Felix Frankfurter, född 15 november 1882 i Wien, Österrike-Ungern, död 22 februari 1965 i Washington, D.C., var en amerikansk jurist och domare vid USA:s högsta domstol.

## Högsta domstolen
1939 nominerade Franklin Delano Roosevelt Frankfurter till USA:s högsta domstol. Frankfurter kom att tjänstgöra vid domstolen från 1939-1962. Han efterträdde Benjamin N. Cardozo och efterträddes i sin tur av Arthur Goldberg.
Frankfurter blev känd som en av de mest frispråkiga företrädarna för juridisk återhållsamhet, det vill säga åsikten att domstolar inte bör tolka grundlagar på ett sätt som medför skarpa gränser för befogenheterna hos den lagstiftande och verkställande makten. Vad gäller denna filosofi så var Frankfurter djupt påverkad av sin nära vän och mentor Oliver Wendell Holmes, Jr., som under hans tid som domare bestämt hade motarbetat doktrinen om "ekonomisk due process".